# Массачусетское чудо
«Массачусетское чудо» (англ. The Massachusetts Miracle) — период значительного экономического роста в американском штате Массачусетс в годы второго и третьего губернаторского срока демократа Майкла Дукакиса (1983—1991).
Значительно пострадавшая от деиндустриализации и вызванной ей высокой безработицы в 1970-е годы, экономика Массачусетса за счёт активного развития высокотехнологичных отраслей промышленности (микроэлектроника, робототехника) и НИОКР, стимулирования роста частного сектора экономики, программ социального обеспечения и создания страховых фондов смогла добиться снижения уровня безработицы с более чем 12 % в 1975 году до 2,7 % к 1991 году (самый низкий показатель среди промышленно развитых государств), что сопровождалось либерализацией налоговой политики и резким ростом личных доходов населения (так, McDonald's платил своим работникам 7 долларов в час, что вдвое превышало минимальный размер оплаты труда). Критики Дукакиса приписывали успехи его экономической политики наличию Массачусетского технологического института, медленному росту численности населения штата и динамичному характеру экономики региона.

## Факторы роста
В значительной степени, рост был сосредоточен в сфере финансовых услуг и высокотехнологичных отраслей промышленности (чему способствовало их тесное сопряжение с расположенными в штате научными центрами, такими как Гарвардский университет и Массачусетский технологический институт), а также в Бостоне и его пригородах, расположенных вдоль трассы 128. Развитие и бурное расширение индустрии высоких технологий вдоль трассы 128 привело к тому, что её название стало использоваться в качестве прозвища для всего кластера региональной экономики, похожего на Силиконовую долину.
Ведущими компаниями периода «Массачусетского чуда» являлись Digital Equipment Corporation, Data General, Wang Laboratories, Prime Computer, Lotus Software и Apollo Computer.

## Кризис и рецессия
Майкл Дукакис активно использовал успехи «Массачусетского чуда» во время своей предвыборной кампании на президентских выборах 1988 года, позиционируя возглавляемый им штат как «бастион процветания и полной занятости» и выражая уверенность, что в случае его победы опыт «Массачусетского чуда» получит распространение по всем США. Его оппонент от Республиканской партии Джордж Буш-старший в ответ называл «Массачусетское чудо» «Массачусетским миражом».
Поражение Дукакиса заметно ослабило его политическое влияние и в 1991 году он покинул пост губернатора. К этому времени северо-западные штаты США начали ощущать на себе действие экономической рецессии, которая привела к серьёзному падению производства и росту безработицы: к лету 1992 года он почти достиг 9 %.